# Atenció a la dependència a Ontario
L'atenció a la dependència a Ontario depèn d'un ministeri, el Ministeri de Salut i Atenció de llarga durada (MOHLTC), el qual ofereix assistència tant a domicili com residencial.

## Serveis
L'atenció domiciliària inclou els serveis de visita de professionals sanitaris, ajuda personal en les activitats de la vida diària (condícia i prendre el menjar), atenció domèstica (neteja i fer compres) i serveis comunitaris de suport (transport, donar descans al cuidador.
L'atenció residencial és de tres tipus: allotjament tutelat (els ancians reben una assistència mínima o intermèdia i reben subvencions del govern), residències (allotjaments privats per a persones que necessiten també una assistència mínima però són sufragades pels particulars) i els centres d'atenció de llarga durada.
Per a accedir a aquests serveis s'acudeix a centres d'informació i coordinació d'assistència (Community Care Access Centers' (CCACs)). Aquests centres assessoren sobre la possible situació que es troba la persona i determinen si es té dret al servei subvencionat o a un centre d'atenció de llarga durada.

## Història
El 1996, el MOHLTC establí 43 Centres d'Accés a l'Atenció Comunitària. Els centres d'atenció de llarga durada estan coordinats per les Local Health Integration Networks, establides per la Local Health System Integration Act (2006). El nombre de Local Health Integration Networks era de catorze al voltant del 2008.